# Sadik Kaceli
Sadik Kaceli (Tirana, 1914. március 14. – Tirana, 2000. december 24.) albán festőművész, grafikus. A 20. századi albán festészet kiemelkedő alakjai közé tartozik.

## Életútja
A Dajt vidékéről származó kispolgári család sarja volt. Szülei 1929-ben a tiranai Amerikai Szakiskolába íratták be, majd 1932-től az előző évben megnyílt Rajziskolában (Shkolla e Vizatimit) sajátította el a rajztechnika, a grafika alapjait Mario Ridola, Andrea Kushi és Abdurrahim Buza tanítványaként. Diákévei során rendszeres látogatója volt a Lady Carnarvon által alapított Herbert Könyvtárnak, könyvekből és albumokból ismerkedett meg az egyetemes festőművészet irányzataival és legnevesebb alkotásaival. Első, nagyobb feltűnést keltő festményét 1933-ban készítette el.
Huszonkét éves korában levélben kereste fel Henri Matisse-t azzal a kéréssel, hogy segítse franciaországi művészeti tanulmányait. A világhírű festő 1936. április 12-ei válaszlevelében arra buzdította a fiatal Kacelit, hogy vegye fel a kapcsolatot André Lhote-tal, aki segítségére lehet a párizsi École nationale supérieure des beaux-arts falai között folytatott tanulmányok megkezdésében. Támogatóinak és bátyja anyagi segítségének köszönhetően Kaceli 1936 szeptemberében kezdte meg párizsi képzőművészeti stúdiumait, elsősorban Fernand Sabatté irányítása alatt, amelyeket öt évvel később, 1941-ben fejezett be.
Hazatérését követően tiranai középiskolai művészettanárként kereste kenyerét, 1946-tól 1973-as nyugdíjazásáig pedig az albán főváros legnevesebb képzőművészeti tanintézete, a Jordan Misja Művészeti Líceum tanára volt. Fő tárgyai a festészet és a grafika voltak, de oktatott művészettörténetet és perspektívaelméletet is.

## Munkássága
Kaceli festészeti stílusa elsősorban a realizmus jegyében fogant, amelyet párizsi tanulmányainak köszönhetően egyfajta lírai humanizmus hatott át. Az 1940-es évek első felében főként tájképeket, valamint portrékat vitt vászonra. A második világháború lezárultával ő kapta a megbízást az új albán bankjegyek, valamint 1946-ban a népköztársasági címer megtervezésére. Tanári pályáját elismerés övezte, az állampárti évtizedekben képzőművészként fokozatosan mégis marginalizálódott. Bár témaválasztásában igyekezett a korszellemnek megfelelni, művészi formanyelvével mégsem volt képes maradéktalanul a szocialista realizmus művészeti eszményéhez igazodni. E korszak jelentősebb Kaceli-festményei A tiranai csata (Lufta e Tiranës, 1947), Az első hadosztály behatolása északra (Kalimi i Divizionit të parë në veri, 1951), a Naim Frashëri (1952), a Kunyhóból kilépő paraszt (Nxjerrja e bujkut nga kasollja, 1956), a Betakarítás (Të korrat, 1956) és a Bányászok éjszakai műszakban (Minatorët e turnit të natës, 1956). Nevezetes műve volt az Új Albánia (Shqipëria e Re) mozi előcsarnokának festett falképe (1952), valamint a petrelai várról (1956) és Krujáról (1957) készített grafikái. Az 1960-as évektől az új társadalmi rend zsánerképei helyett egyre inkább a táj- és a városképfestészet felé fordult. E korszak jelentősebb alkotásai: A Marx Károly Vízierőmű (Hidrocentrali Karl Marks, 1961), Qeparo (1961), Piqerasi (1969), Az Északi-Alpok (Alpet e veriut, 1971), Lukova (1973). 1973-as visszavonulását követően születtek meg műtermében legsajátabb, a korszellemtől érintetlen tájképei, portréi és családi pillanatképei. Pályája során mintegy tizenöt képzőművészeti tanulmányt írt.
A tiranai Nemzeti Művészeti Galéria negyvenöt művét őrzi, de a Kaceli család kezén maradt egykori műteremben is számos alkotása megtalálható. Több nemzetközi kiállításon vett részt : Alexandria (1952, 1958, 1964, 1966, 1968, 1987), Szófia (1958), Moszkva (1958), Jereván (1958), Bukarest (1958, 1970), Budapest (1959), Peking és Sanghaj (1967–1968), Bécs és Graz (1970, 1973), Pristina (1972), Isztambul és Ankara (1980), Párizs (1988). Munkássága elismeréseként hazájában megkapta az Érdemes Festő (Piktor i Merituar, 1986) és A Nemzet Festője (Piktor i Popullit, 1994) elismerést, 1998-ban pedig Tirana díszpolgára lett.